# Eurocup Mégane Trophy
Pour les articles homonymes, voir EuroCup.
Navigation
Renault Sport Trophy
L'Eurocup Mégane Trophy, dernière née de la Coupe d'Europe Renault, est un championnat monotype de course automobile anciennement géré par Renault Sport dans le cadre des World Series by Renault. La Coupe d'Europe Renault a débuté en 1976 et a utilisé la Renault Mégane Trophy V6 de 2005 à 2013.

## Format
À l'image de la Coupe de France Renault Gordini, la formule est monotype et utilise un modèle unique qui évolue avec le temps. Le nom de la compétition évolue en fonction du modèle utilisé:
- Coupe d'Europe Renault 5 Alpine (1976–1980)
- Coupe d'Europe Renault 5 Turbo (1981–1984)
- Europa Cup Alpine V6 Turbo (1985–1988)
- Europa Cup Renault 21 Turbo (1989–1991)
- Europa Cup Renault Clio (1992–1995)
- Renault Sport Spider Elf Trophy (1996–1998)
- Renault Sport Clio Trophy (1999–2004)
- Eurocup Mégane Trophy (2005–2008)
- Eurocup Mégane Trophy Mk. II (2009–2013)

## Historique
La Mégane Trophy V6 arrive en compétition en 2005 dans le cadre des World Série by Renault. La première génération est développée sur le concept Silhouette reprenant les lignes générales de la Mégane RS II coupé. Mais il s'agit d'une véritable voiture de course à châssis tubulaire, architecture propulsion à moteur V6 central arrière et boîte de vitesses séquentielle. Le moteur, basé sur le V6 de la Renault Vel Satis et développant plus de 320 chevaux, a été développé par Nismo, département compétition de Nissan. Toute la gestion électronique a été confiée à Magneti Marelli.
À partir de la saison 2009, la Mégane Trophy V6 se voit habillée d'une carrosserie en matériaux composites inspirée de la nouvelle Mégane RS III coupé et équipée de portes à ouverture en élytre. Le châssis reste le même mais le moteur voit sa puissance portée à 360 ch (400 en 2012). L'évolution est proposée sous la forme d’un kit à adapter sur les voitures actuelles.

## Caractéristiques de la Mégane Trophy

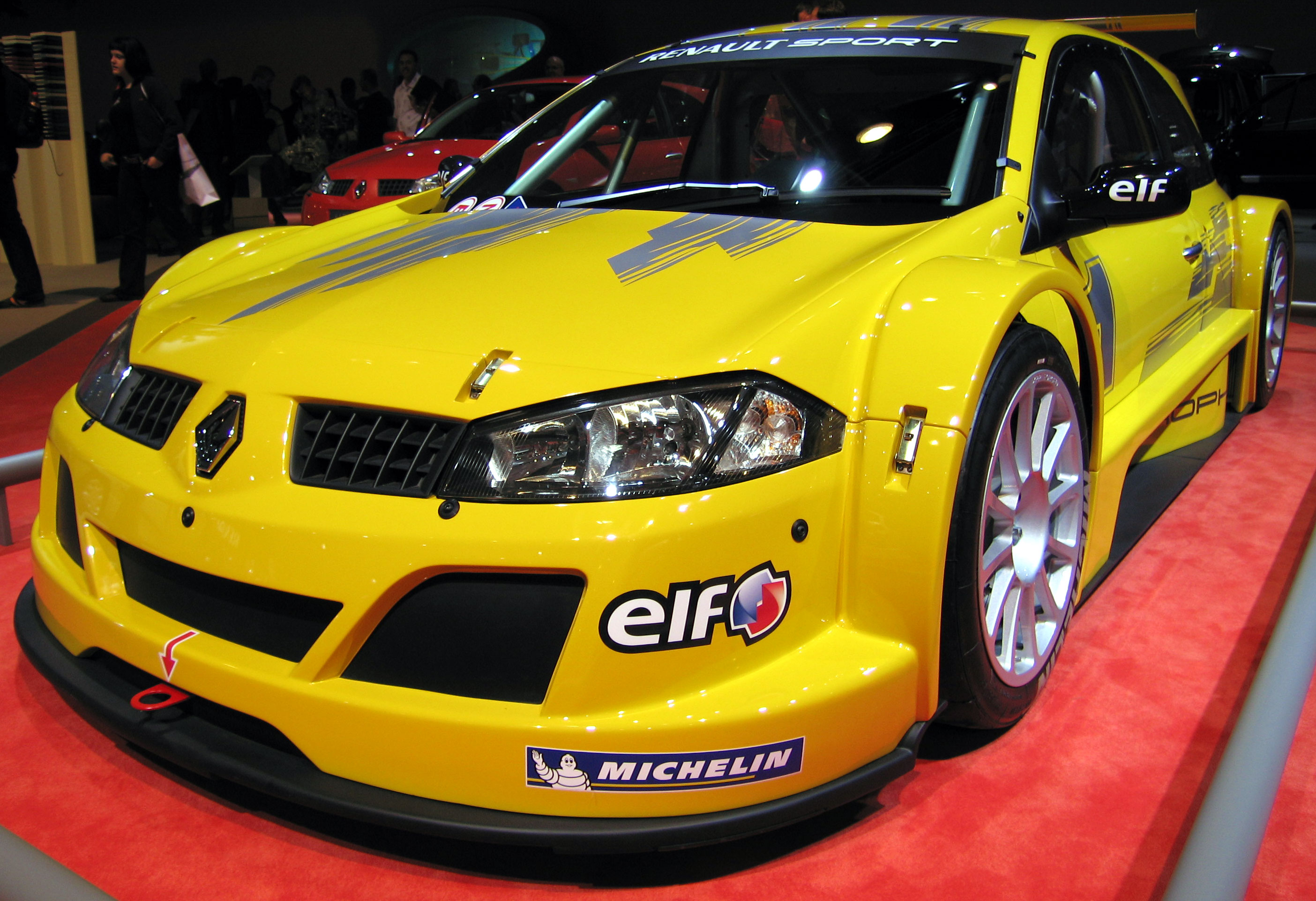
Renault Mégane Trophy au salon de Francfort 2005

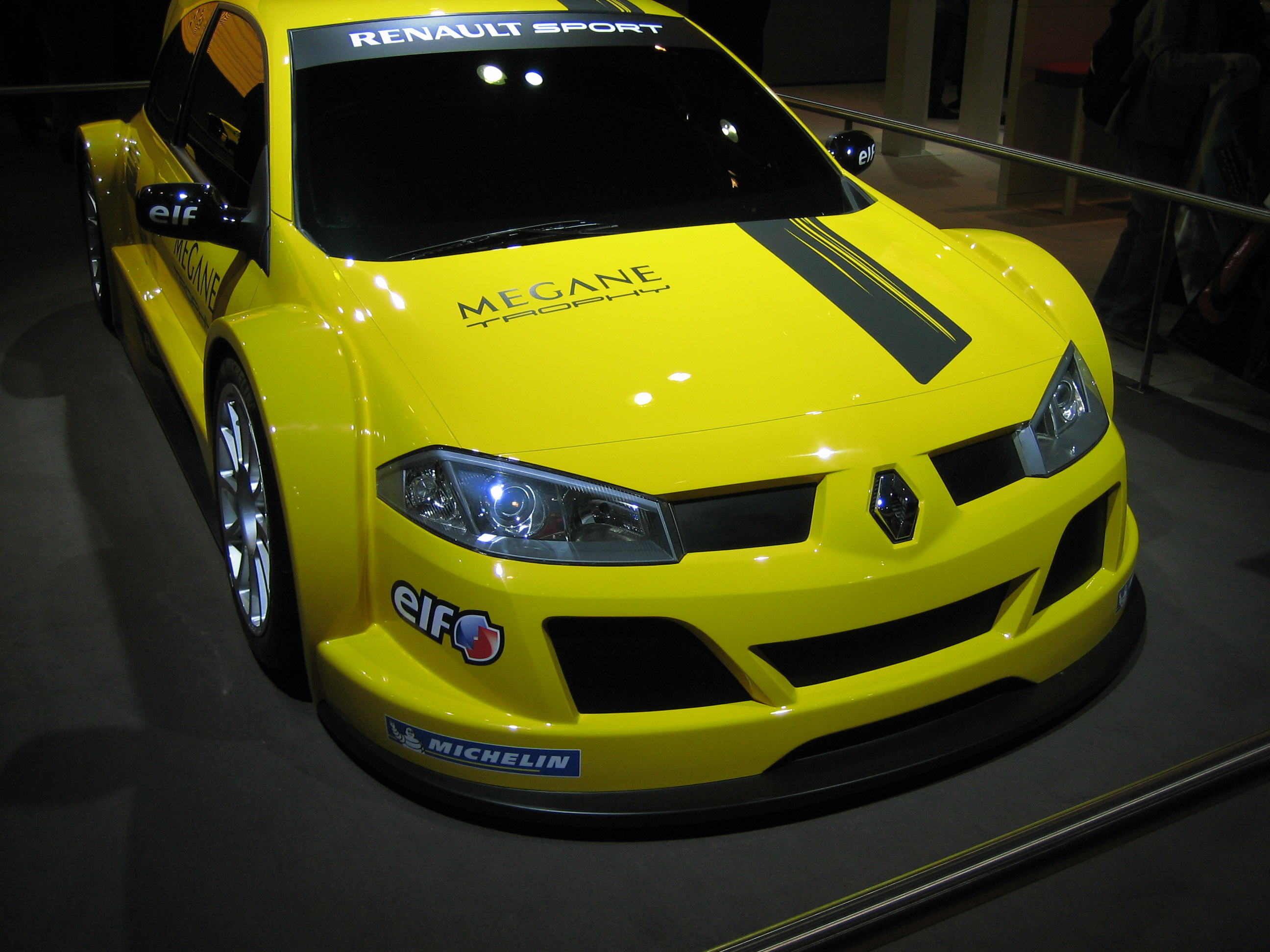
Renault Mégane Trophy au salon de Bruxelles 2006

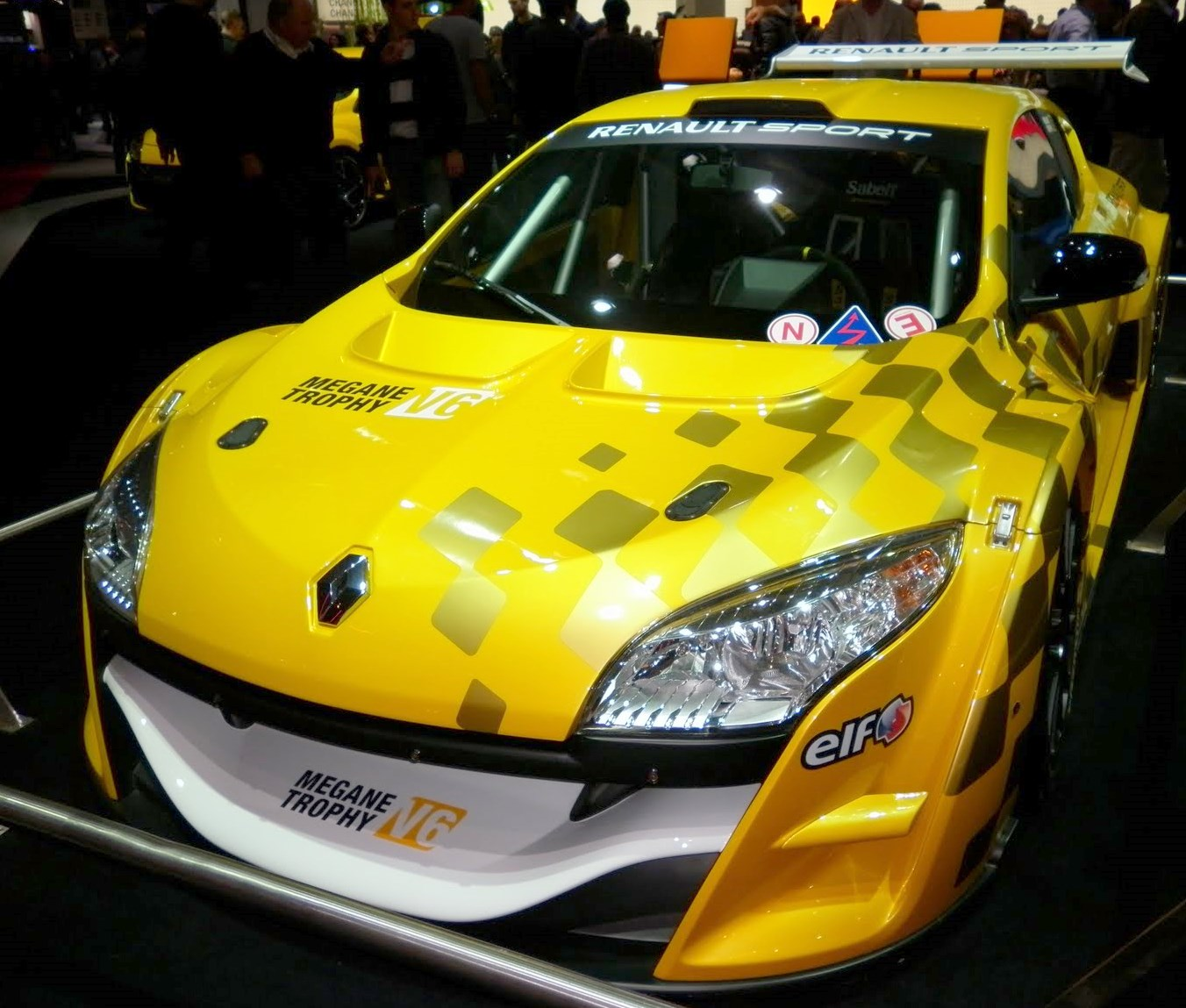
Renault Mégane Trophy V6 au Mondial de Paris 2010

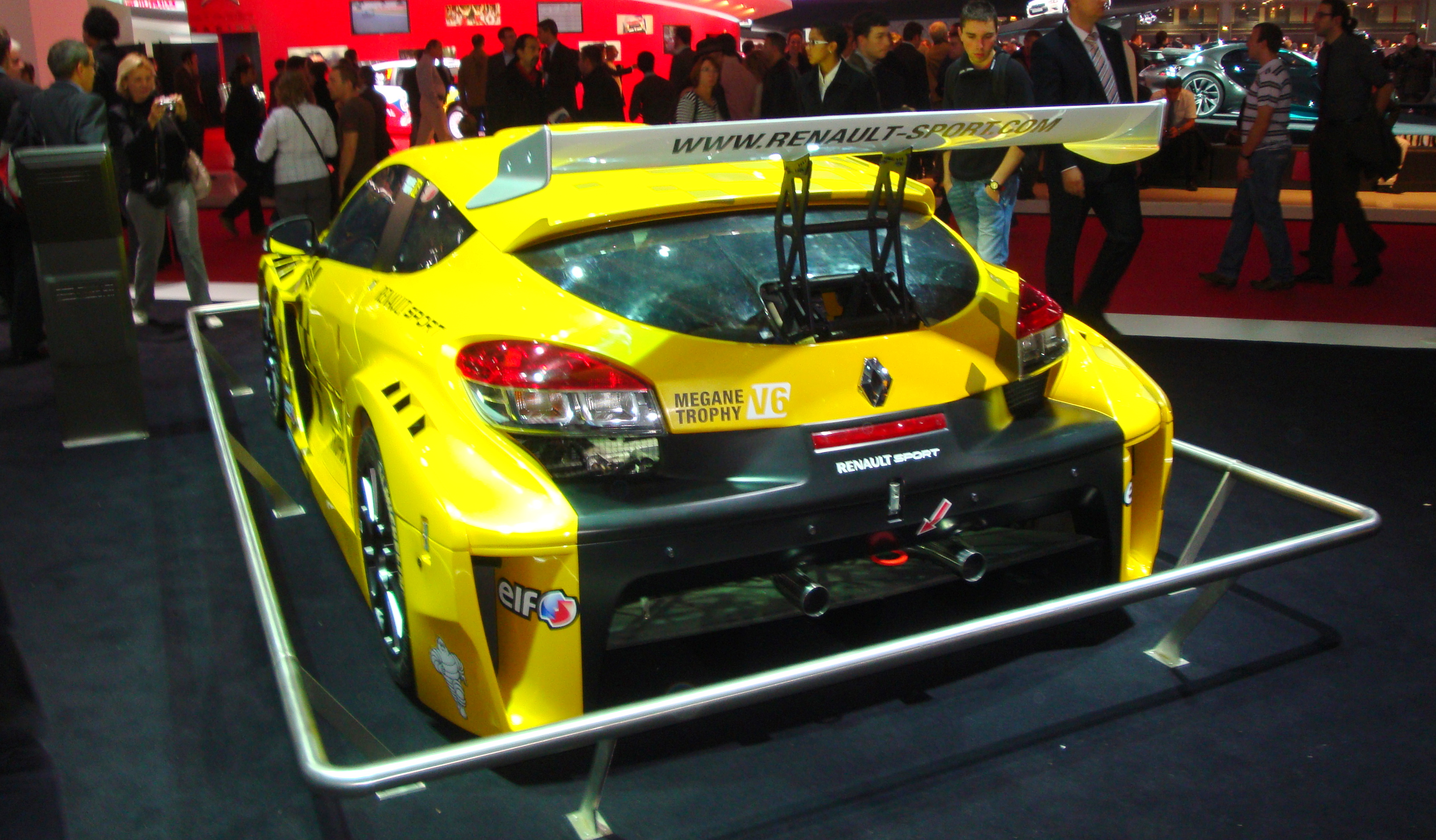
Renault Mégane Trophy V6 au Mondial de Paris 2010

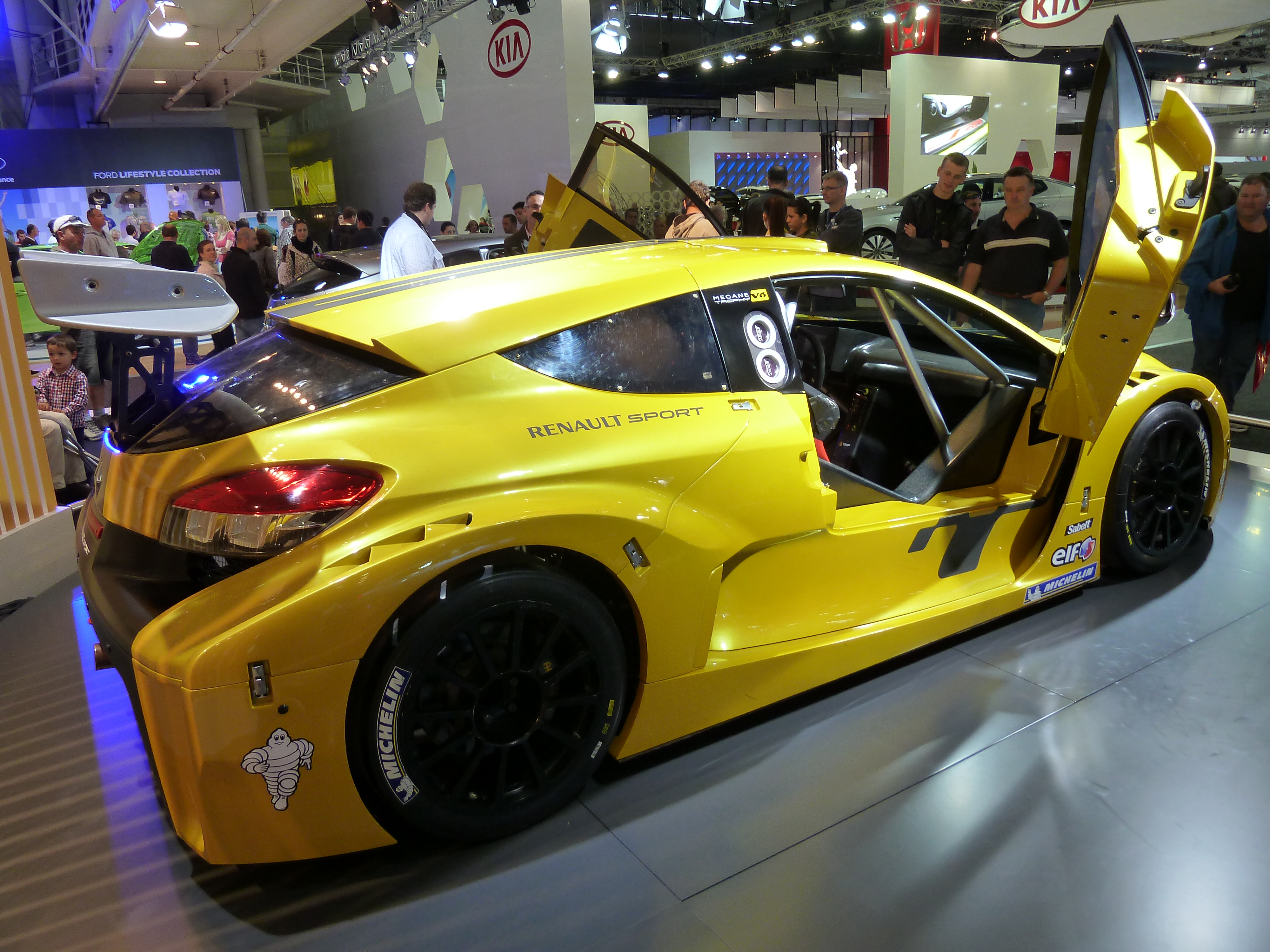
Renault Mégane Trophy V6 au Mondial de Paris 2010

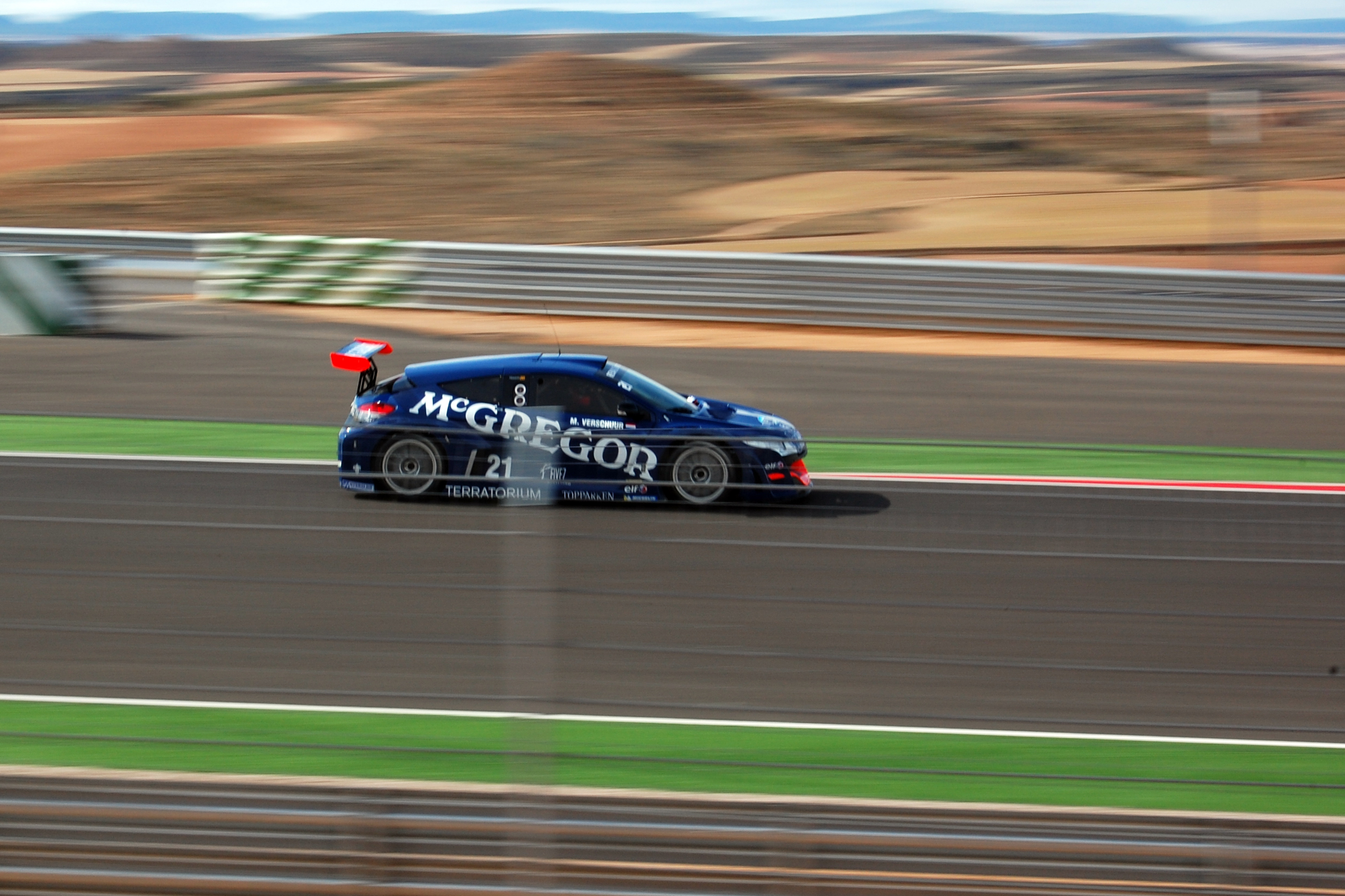
La voiture de Mike Verschuur en 2009

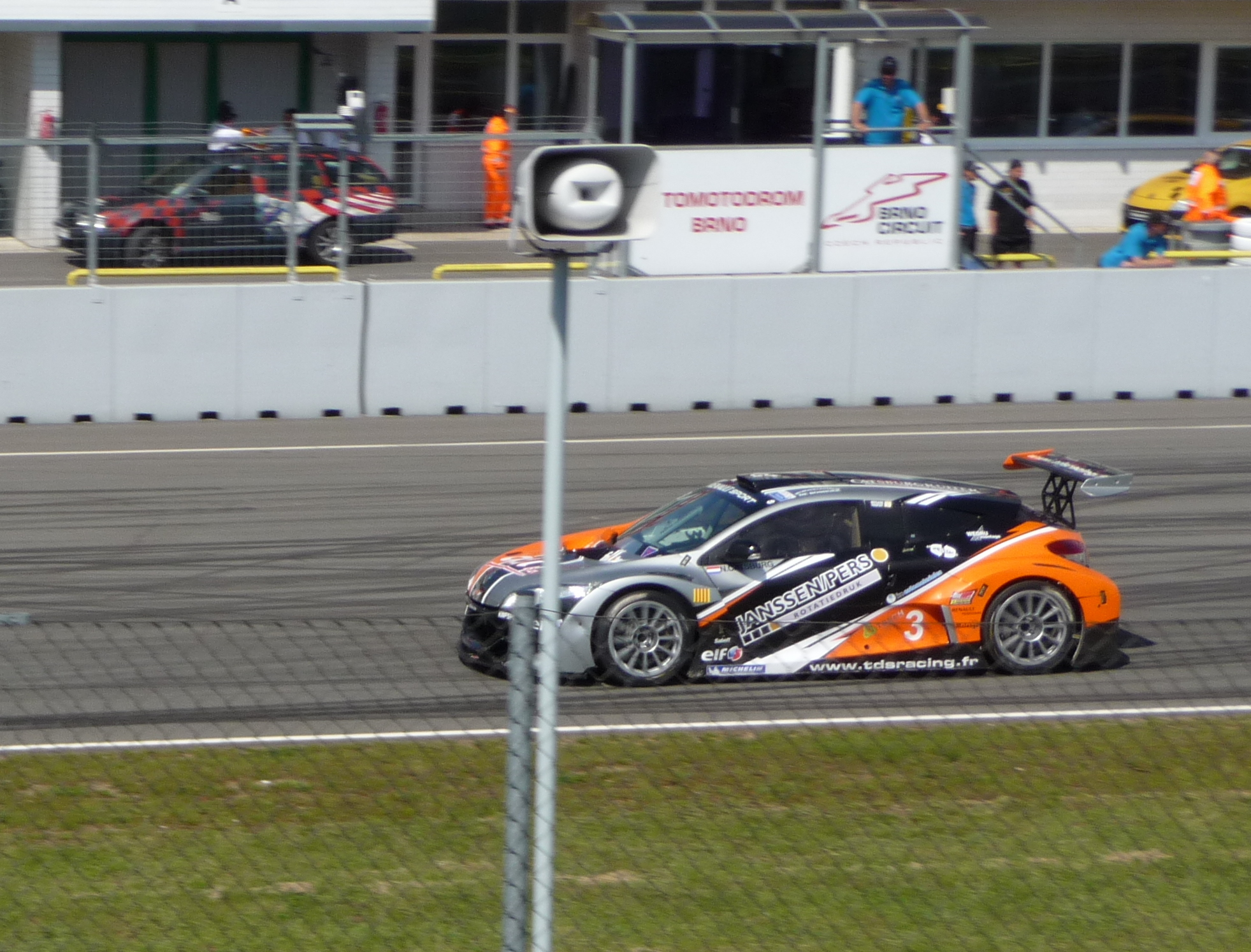
La voiture de Nick Catsburg en 2010

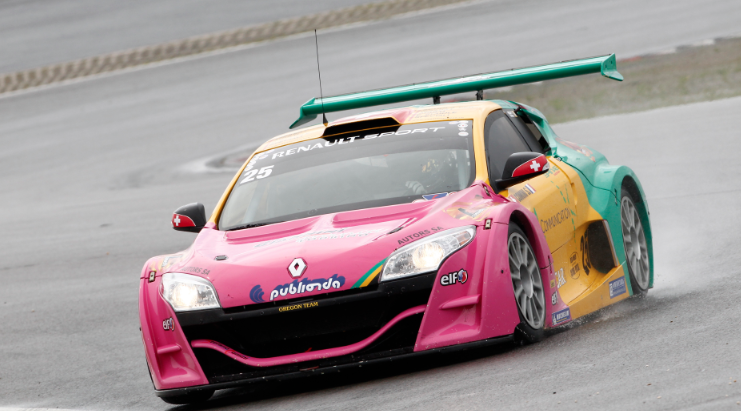
La voiture de Stefano Comini en 2012

### Dimensions
|                       | Mégane Trophy V6 2012          | Mégane RS |
| --------------------- | ------------------------------ | --------- |
| Longueur              | 4 380 mm                       | 4 295 mm  |
| Largeur               | voie AV-AR : 1 750–1 700 mm    | 1 808 mm  |
| Hauteur               | 1 265 mm (Aileron AR 1 338 mm) | 1 423 mm  |
| Poids à vide          | 995 kg                         | 1 350 kg  |
| Réservoir à carburant | 40 L                           | 60 L      |

### Châssis
|               | Mégane Trophy V6 2012                | Mégane RS    |
| ------------- | ------------------------------------ | ------------ |
| Type          | Multi-tubulaire                      | Coque acier  |
| Carrosserie   | Polyester                            | Acier        |
| Aérodynamique | Splitter AV, diffuseur et aileron AR | diffuseur AR |

### Moteur
|                | Mégane Trophy V6 2012                              | Mégane RS                 |
| -------------- | -------------------------------------------------- | ------------------------- |
| Disposition    | Longitudinale, Centrale AR                         | Transversale, Centrale AV |
| Type           | V6 VQ35 (origine V4Y utilisé sur Espace/Vel Satis) | 4 en ligne F4R874         |
| Admission      | Atmosphérique                                      | Turbocompressée           |
| Cylindrée      | 3 598 cm3                                          | 1 998 cm3                 |
| Soupapes       | 24                                                 | 16                        |
| Puissance Maxi | 400 ch à 7 300 tr/min                              | 265 ch à 5 500 tr/min     |
| Couple Maxi    | 422 N m à 6 000 tr/min                             | 360 N m à 3 000 tr/min    |
| Régime Maxi    | 7 500 tr/min                                       | 6 500 tr/min              |

### Performances
|              | Mégane Trophy V6 2012 | Mégane RS |
| ------------ | --------------------- | --------- |
| Vitesse maxi | 310 km/h              | 246 km/h  |
| 0 à 100 km/h | 4,0 s                 | 6,1 s     |

### Autres caractéristiques
| Paramètres                                     | Données                                                               |
| Transmission                                   | Transmission                                                          |
| ---------------------------------------------- | --------------------------------------------------------------------- |
| Embrayage                                      | Bi-disque                                                             |
| Type                                           | Propulsion (2 roues motrices)                                         |
| Boîte de vitesses                              | Sadev, six rapports avant + marche arrière                            |
| Commandes                                      | Palettes semi-automatiques sur le volant                              |
| Différentiel                                   | Autobloquant à glissement limité                                      |
| Trains roulants                                |                                                                       |
| Suspensions                                    | Double triangles superposés Poussoirs                                 |
| Amortisseur avant                              | ZF Sachs mono-combiné ressort-amortisseur                             |
| Amortisseur arrière                            | ZF Sachs deux combinés ressort-amortisseur                            |
| Barres antiroulis                              | À l'avant                                                             |
| Freins                                         |                                                                       |
| Disques                                        | disques ventilés acier AP Racing Ø 356 à l'avant et Ø 330 à l'arrière |
| Étriers                                        | 6 pistons AP Racing (avant) 4 pistons AP Racing (arrière)             |
| Roues                                          |                                                                       |
| Pneumatiques                                   | Michelin FR 3.5 21-65 x 18 Michelin FR 3.5 24-65 x 18                 |
| Jantes                                         | monoblocs aluminium 18"                                               |
| Tarifs                                         |                                                                       |
| Prix client                                    | 244 000 € hors taxes                                                  |
| Prix si engagement en Eurocup Mégane Trophy V6 | 238 000 € hors taxes                                                  |
| Kit Évolution 2010 Kit Évolution 2011          | 38 000 € hors taxes 4 000 € hors taxes                                |

## Palmarès
| 1976                               | Yves Frémont             |                       |                    |                    |                    |
| 1977                               | Mauro Baldi              |                       |                    |                    |                    |
| 1978                               | Wolfgang Schütz          |                       |                    |                    |                    |
| 1979-1980                          | pas de compétition       | pas de compétition    | pas de compétition | pas de compétition | pas de compétition |
| Coupe d'Europe Renault 5 Turbo     |                          |                       |                    |                    |                    |
| 1981                               | .(2) Wolfgang Schütz.(2) |                       |                    |                    |                    |
| 1982                               | Joël Gouhier             |                       |                    |                    |                    |
| 1983                               | Jan Lammers              | Renault Nederland     |                    |                    |                    |
| 1984                               | Jan Lammers.(2)          | Renault Nederland.(2) |                    |                    |                    |
| Europa Cup Renault Alpine V6 Turbo |                          |                       |                    |                    |                    |
| 1985                               | Oscar Larrauri           |                       |                    |                    |                    |
| 1986                               | Massimo Sigala           |                       |                    |                    |                    |
| 1987                               | Massimo Sigala           |                       |                    |                    |                    |
| 1988                               | Massimo Sigala           |                       |                    |                    |                    |
| Europa Cup Renault 21 Turbo        |                          |                       |                    |                    |                    |
| 1989                               | Massimo Sigala           |                       |                    |                    |                    |
| 1990                               | Massimo Sigala.(5)       |                       |                    |                    |                    |
| 1991                               | pas de compétition       | pas de compétition    | pas de compétition | pas de compétition | pas de compétition |
| Europa Cup Renault Clio            |                          |                       |                    |                    |                    |
| 1992                               | Bernard Castagné         |                       |                    |                    |                    |
| 1993                               | Salvatore Pirro          |                       |                    |                    |                    |
| 1994                               | Bernard Castagné.(2)     |                       |                    |                    |                    |
| 1995                               | Marcel Kläy              |                       |                    |                    |                    |
| Renault Sport Spider Elf Trophy    |                          |                       |                    |                    |                    |
| 1996                               | Franck Lagorce           |                       |                    |                    |                    |
| 1997                               | Tommy Rustad             |                       |                    |                    |                    |
| 1998                               | Andrea Belicchi          |                       |                    |                    |                    |
| Renault Sport Clio Trophy          |                          |                       |                    |                    |                    |
| 1999                               | Jérôme Policand          |                       |                    |                    |                    |
| 2000                               | Luca Rangoni             | Autotottoli           |                    |                    |                    |
| 2001                               | Luca Rangoni             | Autotottoli           |                    |                    |                    |
| 2002                               | Luca Rangoni             | Autotottoli           |                    |                    |                    |
| 2003                               | Luca Rangoni.(4)         | Autotottoli.(4)       |                    |                    |                    |
| 2004                               | pas de compétition       | pas de compétition    | pas de compétition | pas de compétition | pas de compétition |
| Eurocup Renault Mégane V6 Trophy   |                          |                       |                    |                    |                    |
| 2005                               | Jan Heylen               | Racing for Belgium    |                    |                    |                    |
| 2006                               | Jaap Van Lagen           | Tech 1 Racing         |                    |                    |                    |
| 2007                               | Pedro Petiz              | Tech 1 Racing         |                    |                    |                    |
| 2008                               | .(7) Michaël Rossi       | Tech 1 Racing         |                    |                    |                    |
| 2009                               | Mike Verschuur           | TDS Racing.(3)        |                    |                    |                    |
| 2010                               | .(3) Nick Catsburg       | .(5) TDS Racing.(2)   |                    |                    |                    |
| 2011                               | .(2) Stefano Comini      | Oregon Team           |                    |                    |                    |
| 2012                               | Albert Costa             | Oregon Team           |                    |                    |                    |
| 2013                               | .(13) Mirko Bortolotti   | .(7) Oregon Team.(3)  |                    |                    |                    |
| Sources,                           |                          |                       |                    |                    |                    |